# Santa Maria del Puit
Santa Maria del Puit o Mare de Déu del Remei és una església de Pinell de Solsonès (Solsonès) inclosa a l'Inventari del Patrimoni Arquitectònic de Catalunya.

## Situació
La capella es troba a prop i a ponent del nucli de Sant Climenç, al marge esquerre de la rasa del Puit i a uns 700 metres al nord de la masia del Puit, aïllada enmig dels camps de conreu.

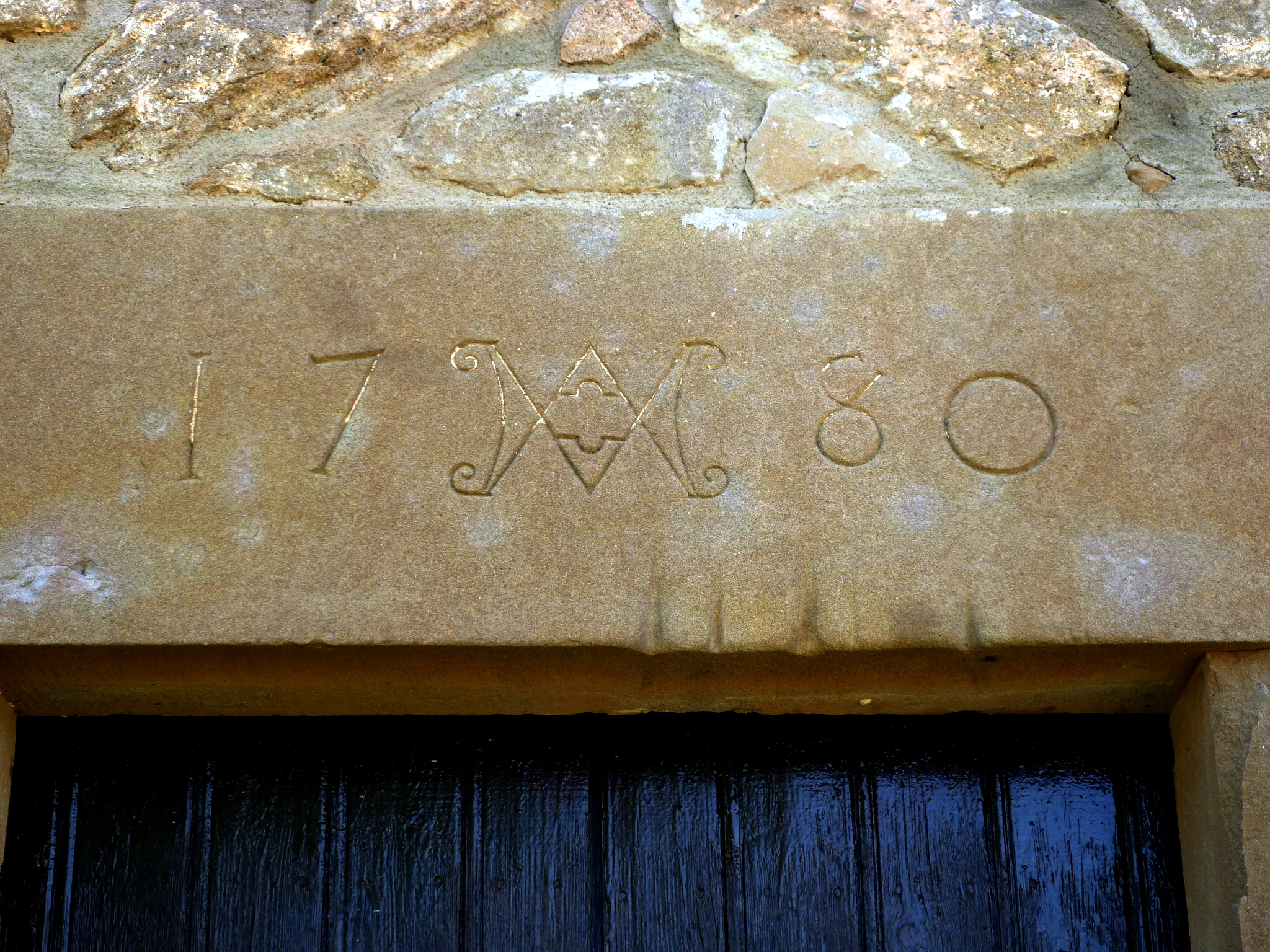
Llinda de la porta

S'hi va des de Sant Climenç seguint la carretera asfaltada provinent de Solsona en direcció a ponent. A la sortida del poble hi ha bons indicadors. Al cap de 2,8 km. (41° 56′ 18″ N, 1° 23′ 26″ E / 41.938264°N,1.390604°E) es pren la desviació a la dreta direcció "Puit". Es deixa la masia a l'esquerra i, seguint la pista, al cap de 700 metres es veu la capella envoltada de conreus.

## Descripció
Ermita amb una nau i absis rodó. Està orientada a l'est. El parament està constituït per grans carreus fent fileres. L'absis s'aixeca damunt d'un podi de 0,25 m d'alçada i té una cornisa de pedres trapezoïdals amb bisell. La façana principal té la porta, amb la data 1780 a la llinda, i un campanar de cadireta d'un ull que està mig derruït. A l'absis hi ha una finestra de doble esqueixada i arc de mig punt monolític.